# Hank D'Amico

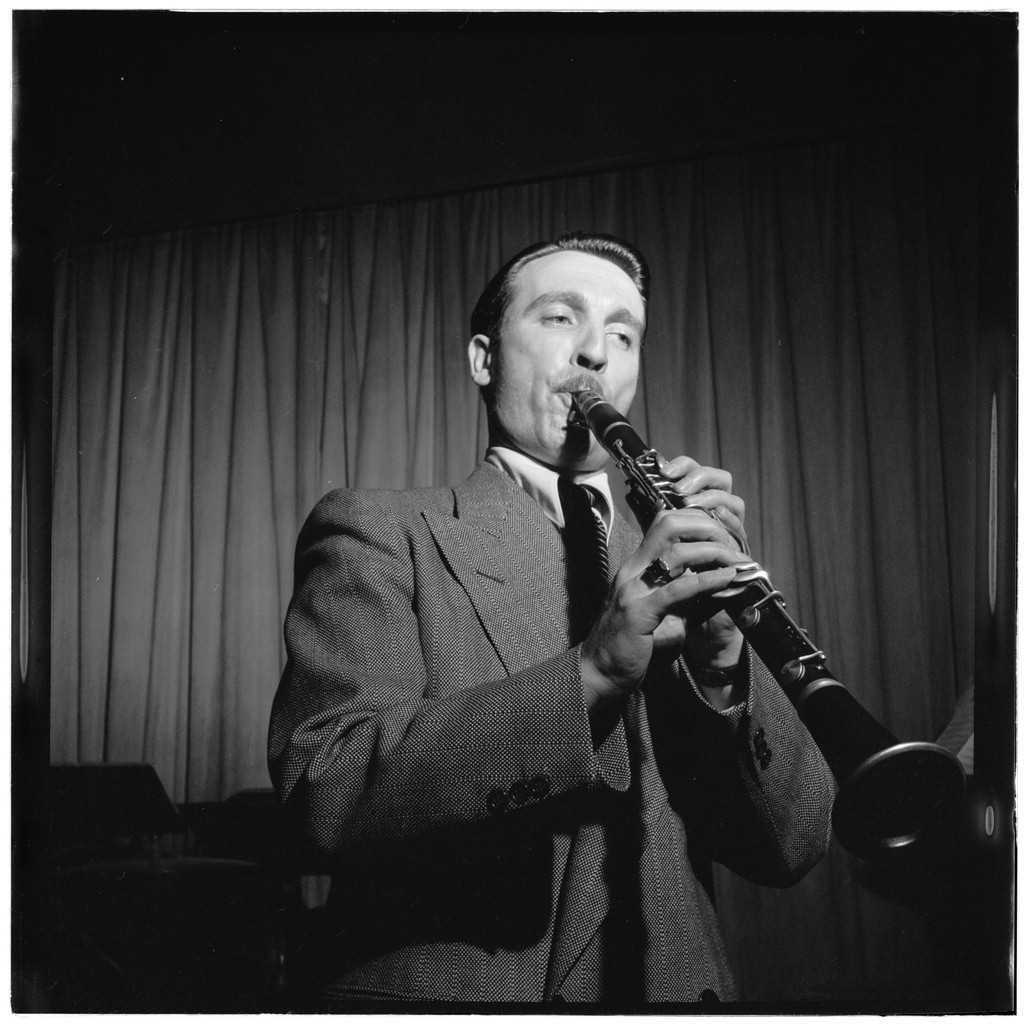
Hank D'Amico, in New York, ca. mei 1947 (foto: Willam P. Gottlieb)

Henry "Hank" D'Amico (Rochester, 21 maart 1915 – New York, 3 december 1965) was een Amerikaanse jazz-klarinettist in de swing.
D'Amico speelde aanvankelijk viool, maar stapte later over op de klarinet. Hij had zijn eerste optredens in Buffalo (New York) en speelde in bands die opereerden tussen Buffalo en Chicago. In 1936 speelde hij bij Paul Specht en daarna bij Red Norvo. In 1938 had hij een eigen octet, maar in 1939 keerde hij terug naar Norvo. Rond 1940 speelde hij in het orkest van Bob Crosby en in 1941 had hij een eigen bigband. Hij werkte daarna bij Les Brown, Benny Goodman en weer bij Norvo om vervolgens studiomuzikant in New York te worden bij de radio. Daarnaast speelde hij bij Miff Mole en Tommy Dorsey. Na tien jaar bij ABC werkte hij in 1947 bij de trombonist Jack Teagarden. Daarna speelde hij in kleine groepen en leidde hij ook af en toe een eigen band. In 1964 trad hij met een trio op tijdens de wereldtentoonstelling in New York.
Als sideman heeft D'Amico talrijke opnames gemaakt, met onder meer Louis Armstrong, Mildred Bailey, Eddie Condon, Erroll Garner, Coleman Hawkins, Wingy Manone, Charlie Shavers en Lester Young.

## Discografie
- Hank's Holiday, Bethlehem, 1954
- Hank D'Amico Quartet, Bethlehem, 1954